# Norra Stationsgatan 53
Norra Stationsgatan 53 samt Dannemoragatan 22 är flerbostadshus vid Norra Stationsgatan och Dannemoragatan i Vasastaden i Stockholm, som ritades av arkitekt Axel Wetterberg. Byggherre och byggmästare var Josef Norén. 

## Om fastigheten
Fastigheten ligger i Kvarteret Sländan och har beteckningen Sländan 9. Byggnaden uppfördes under åren 1914-1916. Den omfattar adresserna Norra Stationsgatan 53 samt Dannemoragatan 22. 1977 utvärderades byggnaden av Stadsmuseet i Stockholm som då klassade byggnaden som Grön, vilket betyder att det är en byggnad med ett högt kulturhistoriskt värde och betyder att bebyggelsen är särskilt värdefull från historisk, kulturhistorisk, miljömässig eller konstnärlig synpunkt..

### Konstruktion
Skånska Cementgjuteriet ansvarade för beräkningen och gjutningen av betonggrunden, och den 24 augusti 1915 anhöll man hos byggnadsnämnden om slutbesiktning. Husets konstruktion, tillsammans med ritningar och beräkningar togs fram av konstruktionsbyrån Looström & Gelin i Stockholm. Huset uppfördes, förutom grunden, av Josef Noréns egen byggnadsfirma.

### Exteriör
Byggnaden består av en femvånings husdel, med ett högt takfall som innehåller en vindsvåning, med huvudfasad mot Norra Stationsgatan, samt en sidofasad mot Dannemoragatan. Byggnaden samkomponerades med Sländan 8 och Sländan 7, vilket utgör hela fasaden mot Norra Stationsgatan. De tre fastigheterna uppfördes samtidigt av samme byggherre. Genom en senare avvikande färgsättning och fönsterbyten på den västra fastigheten har den tidigare samkomponeringen dock förvanskats. 1929 byggdes fastigheten till med en låg butikslänga mot Norra Stationsgatan. 
Wetterberg har skapat en typisk nationalromantisk fasad som ursprungligen troligen var putsad i en grå terrasitputs. Byggnadens sockel och fönsteromfattningar på bottenvåningen är av huggen granit. Byggnaden har ett burspråk mot Norra Stationsgatan och två mot Dannemoragatan. Taket är belagt med ett mörkt, glaserat, tegel. Ursprungligen hade huset en förgård inramad av staket.
I Stockholms Tidningen den 28 oktober 1915 kan man läsa följande om exteriören:
| ” | Fasaderna utföras av granit och terrasitputs och taken täckas med glacerat tegel. På gårdarna komma att anordnas planteringar. | „ |

#### Fondparti mot Norrtull

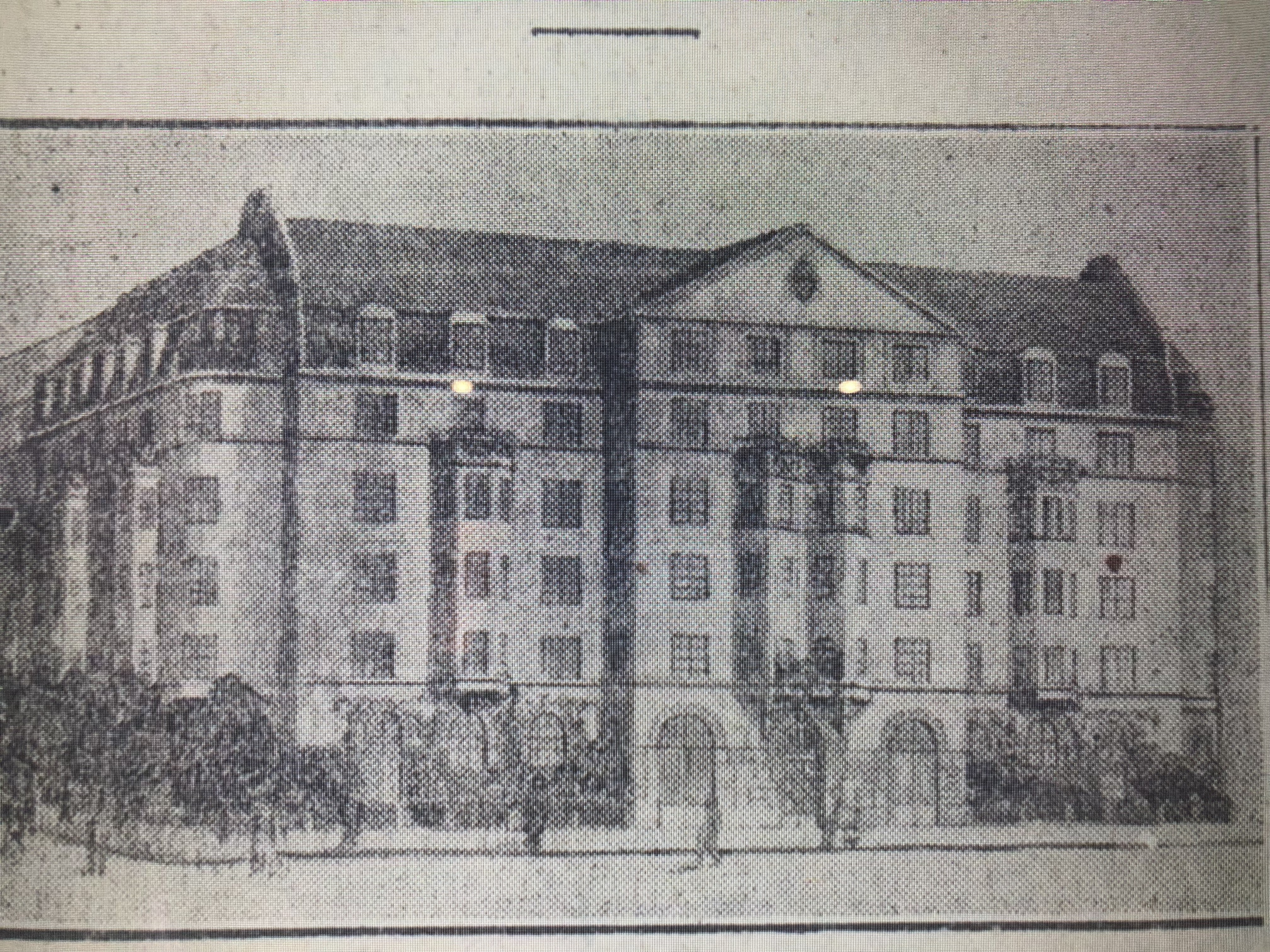
Bild i DN den 28 oktober 1915 som visar föreslaget utseendet mot Norrtull.

Under det tidiga 1910-talet diskuterades hur den norra infartsvägen till Stockholm skulle se ut. Vägen till Uppsala gick mellan tullstugorna vid Norrtull, och Stockholms stad ville att platsen skulle utvecklas till en värdig entré för staden.
I oktober 1914 fastslog Kungl. Maj:t att den tidigare fastigheten Sländan 3 skulle delas i tre delar, till de nuvarande Sländan 7, 8 och 9. Dessutom bestämda man att "...för erhållande af en enhetlig och tilltalande gatubild från norra infartsvägen till hufvudstaden upprättade förslaget till bebyggande af kvarteret Sländan. K. m:t har därvid föreskrifvit, att de nybildade tomterna skola bebyggas på så sätt, att byggnaderna å desamma mot Solnavägen (dagens Norra Stationsgatan) få enhetlig arkitektur."

### Interiör
Trapphusen bevarar ursprungliga golv av kalksten, samt trappräcken och smidesdetaljer. Trapphuset på Norra Stationsgatan 53 bevarar den ursprungliga hissen från 1916, med hisskorg i mahogny. Planritningar från 1915 visar att huset ursprungligen innehöll lägenheter om tre rum och kök mot Norra Stationsgatan och lägenheter om ett eller två rum och kök mot Dannemoragatan. Lägenheterna uppvärmdes ursprungligen av kakelugnar, man hade dock redan från början indraget vatten och toalett samt dusch i samtliga lägenheter.
I Dagens Nyheter den 28 oktober 1915 kan man läsa följande om husets interiör:
| ” | De uppföras i sex bostadsvåningar och inredas till ett-, två- och tre rums-lägenheter samt några enkelrum och dubbletter. Lägenheterna innehålla sovalkover och samtliga ha duschrum och w.c., varförutom två- och tre rums-lägenheterna få hall med öppen spis och garderobsalkov samt badrum. Inredningen kommer att bli enkel, men gedigen och komfortabel, och personhissar stå till samtliga hyresgästers förfogande. | „ |

### Ritningar

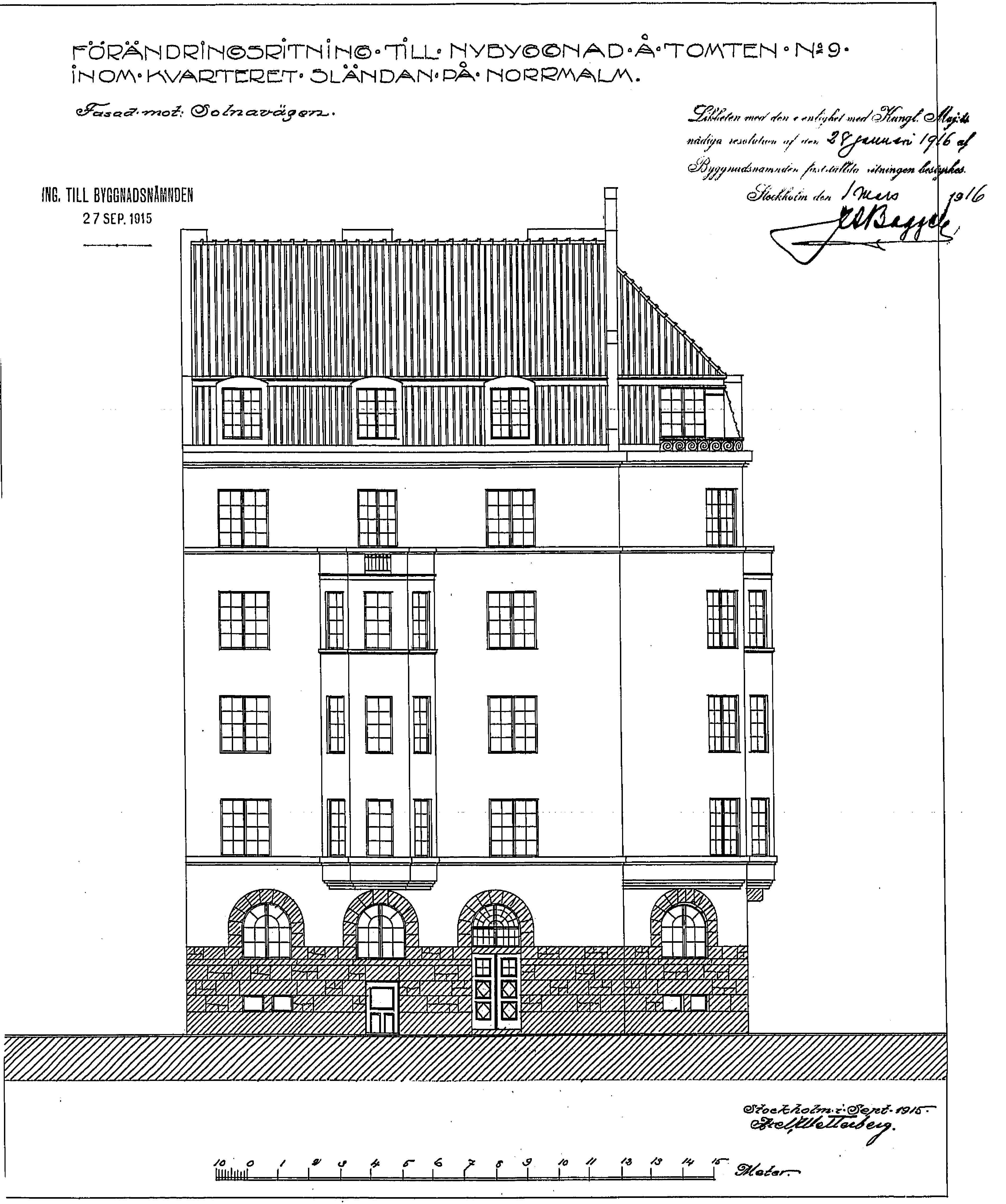
Axel Wetterbergs fasadritning, från september 1915.
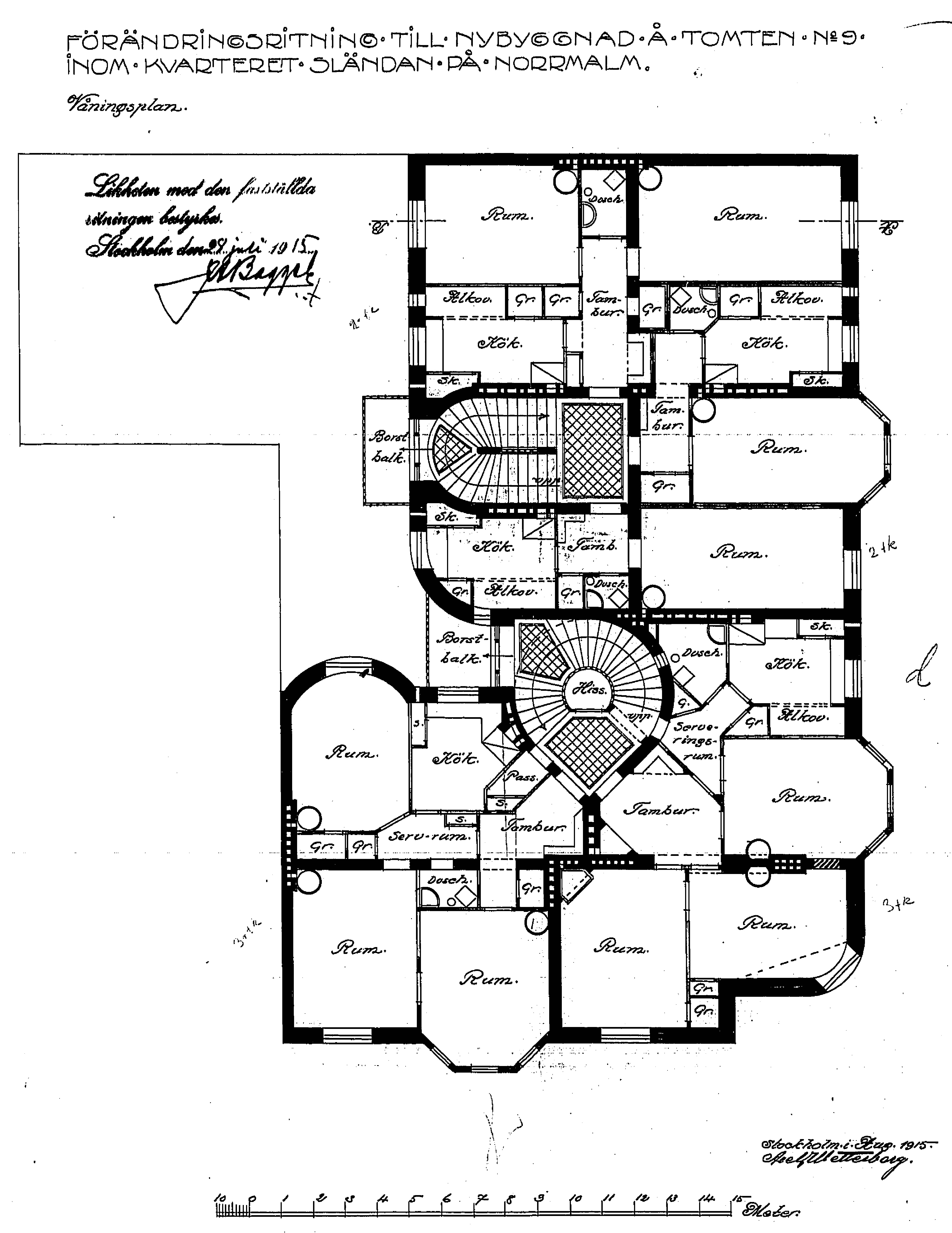
Planlösning från augusti 1915, av Axel Wetterberg.